# أدولف لورينز
أدولف لورينز (بالألمانية: Adolf Lorenz) هو جراح عظام وطبيب نمساوي، ولد في 21 أبريل 1854 في Vidnava ‏ في التشيك، وتوفي في 12 فبراير 1946 في Sankt Andrä-Wördern ‏ في النمسا.